# 珊瑚礁魚類

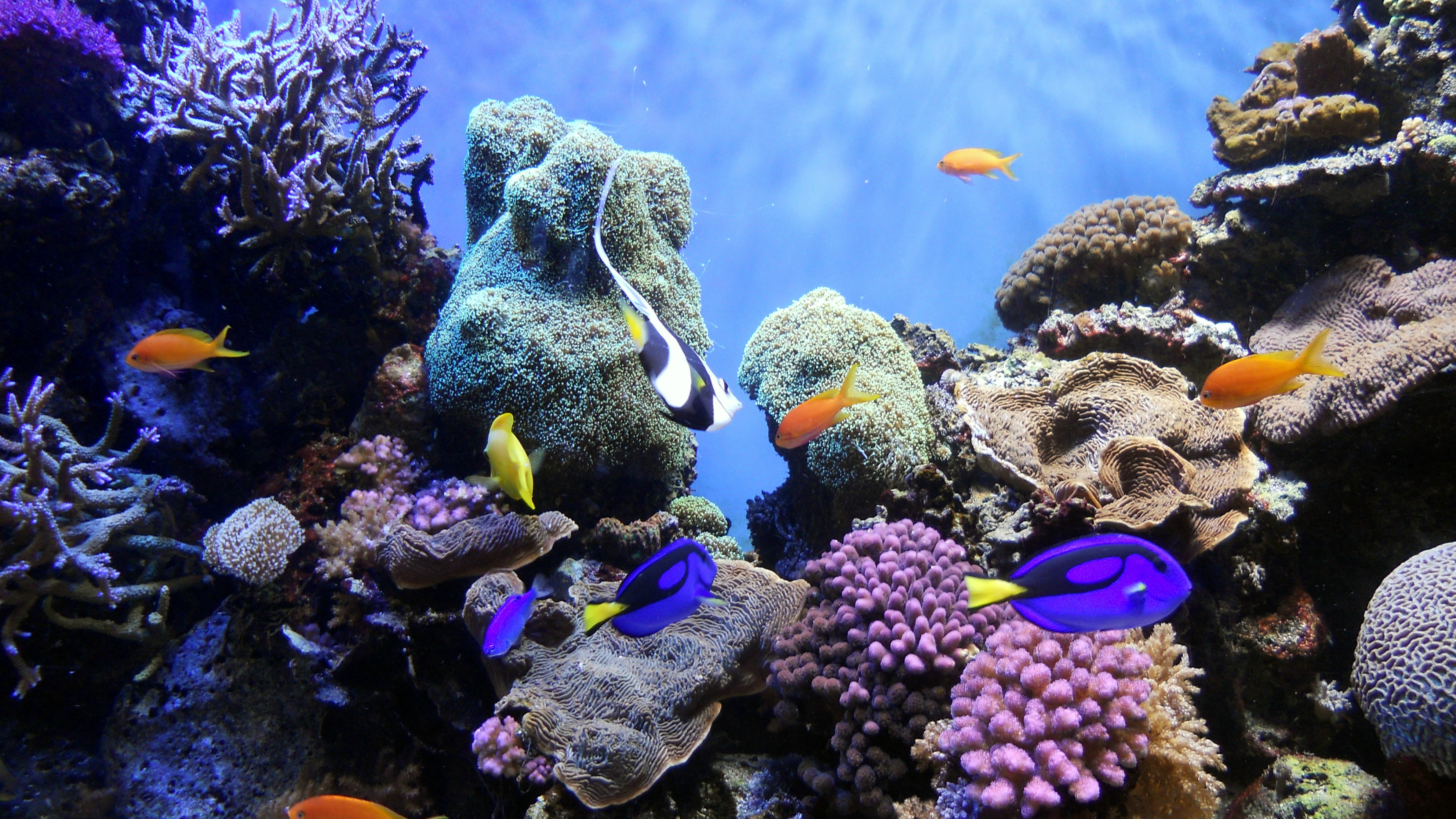
棲息在珊瑚礁中的魚類數量眾多且種類繁多.

珊瑚礁魚類是生活在珊瑚礁中或與珊瑚礁密切相關的魚類。珊瑚礁形成複雜的生態系統，具有巨大的生物多樣性。在無數的居民中，魚類是色彩繽紛、引人入勝的。在健康珊瑚礁的一小塊區域內，可能存在數百種魚類，其中許多魚類隱蔽或偽裝得很好。為了在珊瑚礁上生存，珊瑚礁魚類發展了許多巧妙的專長。
珊瑚礁形成了生物多樣性極高的複雜生態系統。珊瑚礁覆蓋不到世界海洋的 1%，但它們為 25% 的海洋魚類提供了棲息地，估計約六千到八千種魚類棲息在珊瑚礁生態系。大多數沿海珊瑚礁是魚類產卵的理想棲息地。
然而，珊瑚礁棲息地的喪失和退化、日益嚴重的污染以及過度捕撈（包括使用破壞性捕撈方法）正在威脅珊瑚礁和相關珊瑚魚類的生存。

## 概述
珊瑚礁是藻類、無脊椎動物和魚類經過數百萬年的共同演化的結果。它們已經變得擁擠和複雜的環境，魚類進化了許多巧妙的生存方式。珊瑚礁上發現的大多數魚類都是輻鰭魚，以其鰭上鋒利的骨射線和刺而聞名。這些刺提供了強大的防禦能力，當它們豎起時，它們通常可以被鎖定在適當的位置，或者是有毒的。許多珊瑚魚也進化出了神祕的顏色來迷惑掠食者。
珊瑚魚也演化出複雜的適應行為。小型珊瑚礁魚類透過躲藏在珊瑚礁縫隙中，或透過淺灘和洄游來躲避掠食者。許多珊瑚魚把自己限制在一個小範圍內，那裡的每一個藏身之處都是眾所周知的，而且可以立即進入。其他珊瑚魚則成群結隊地在珊瑚礁上游弋覓食，但當它們不活動時，就會回到已知的區域躲藏起來。休息的小魚仍然很容易受到縫隙捕食者的攻擊，因此許多魚類，如鱗魨科(板機魚)，會擠進一個小的藏身處，並豎起刺來楔入自己的身體。
作為珊瑚礁魚類適應性的一個例子，黃高鰭刺尾魚 (又稱黃高鰭刺尾鯛)是一種草食性動物，以底棲草皮藻類為食。它們還為海龜提供清潔服務，清除海龜殼上的藻類。它們不能容忍其他顏色或形狀相同的魚類。當受到驚嚇時，通常平和的黃高鰭刺尾魚會豎起尾巴上的刺，並以快速的側身動作向對手砍去。

## 型態特化

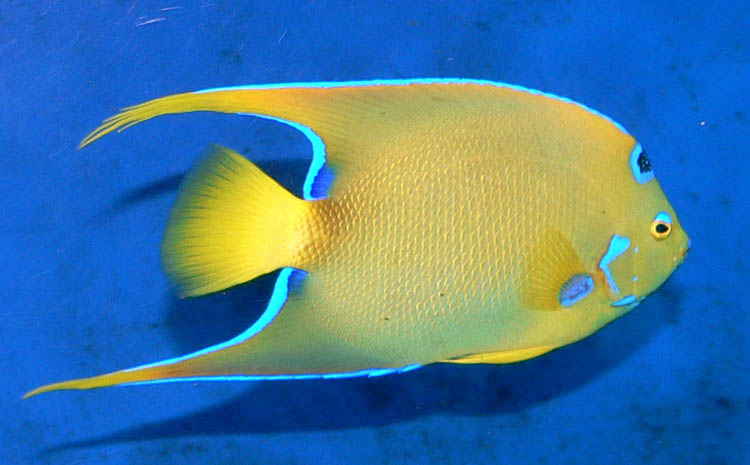
許多珊瑚魚，比如這只神仙魚，身體像煎餅一樣扁平，胸鰭和腹鰭與扁平的身體共同作用，以最大限度地提高機動性。

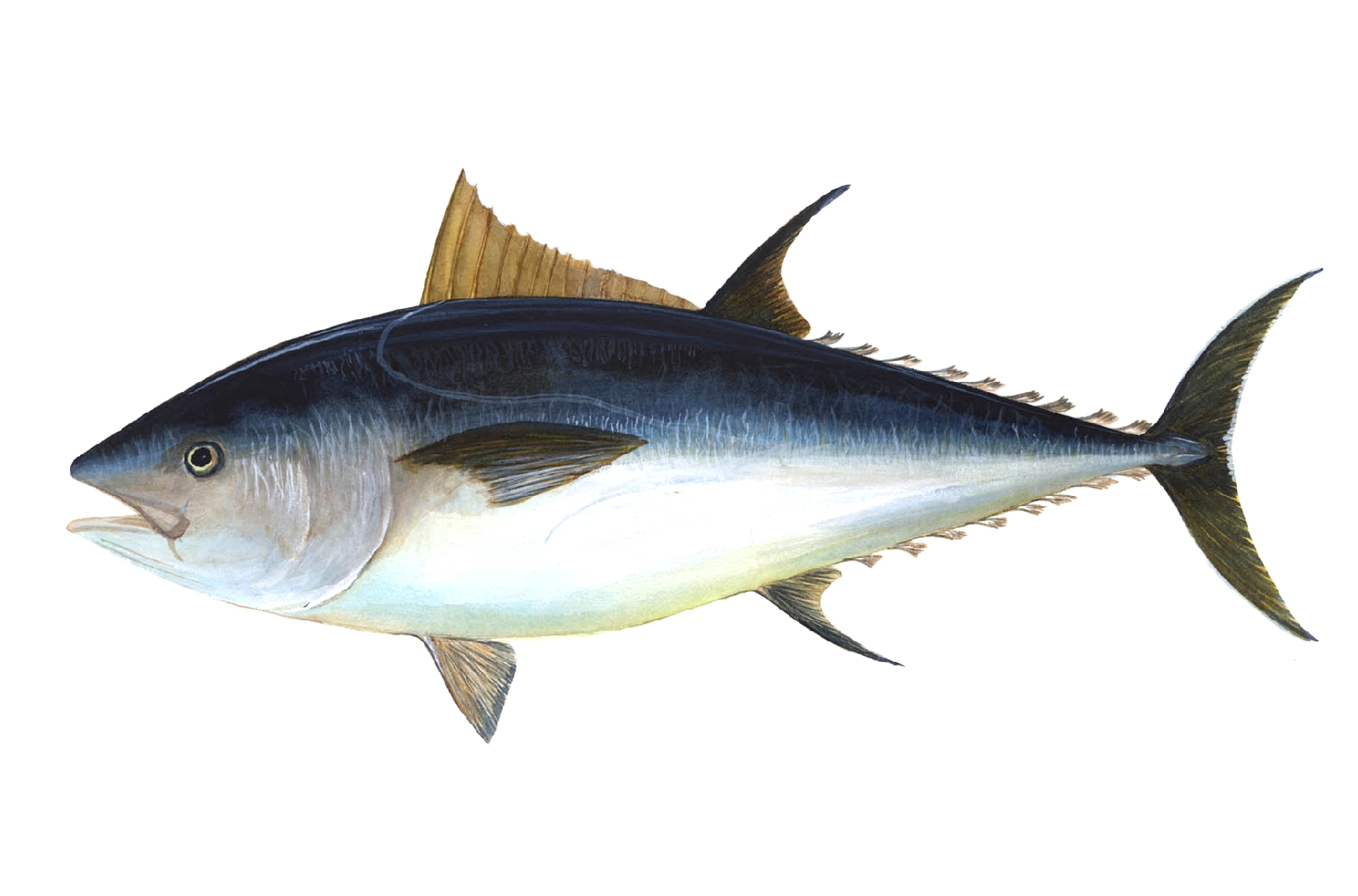
相比之下，像這條大西洋藍鰭金槍魚這樣的開放水域魚類，通常為直線速度流線型，尾叉深，身體光滑，兩端呈錐形，呈錐形。 它們用銀色反襯。

### 體型
大多數珊瑚礁魚類的體型與開闊水域的魚類不同。開闊水域的魚類通常是為在開闊海域中的速度而生，它們的體型像魚雷一樣流線，以便在水中移動時盡量減少摩擦。珊瑚魚在珊瑚礁相對狹窄的空間和複雜的水下景觀中活動。因此，珊瑚礁魚類的機動性比直線速度更重要，所以珊瑚礁魚類的身體已經發展到能夠優化其飛奔和改變方向的能力。它們透過躲進珊瑚礁的裂縫或在珊瑚頭周圍捉迷藏來躲避掠食者。
許多珊瑚魚，如蝴蝶魚和天使魚，都進化出了像薄餅一樣深而橫向壓縮的身體。它們的骨盆鰭和胸鰭的設計與眾不同，因此它們與扁平的身體共同作用，優化了操縱性。

## 毒性

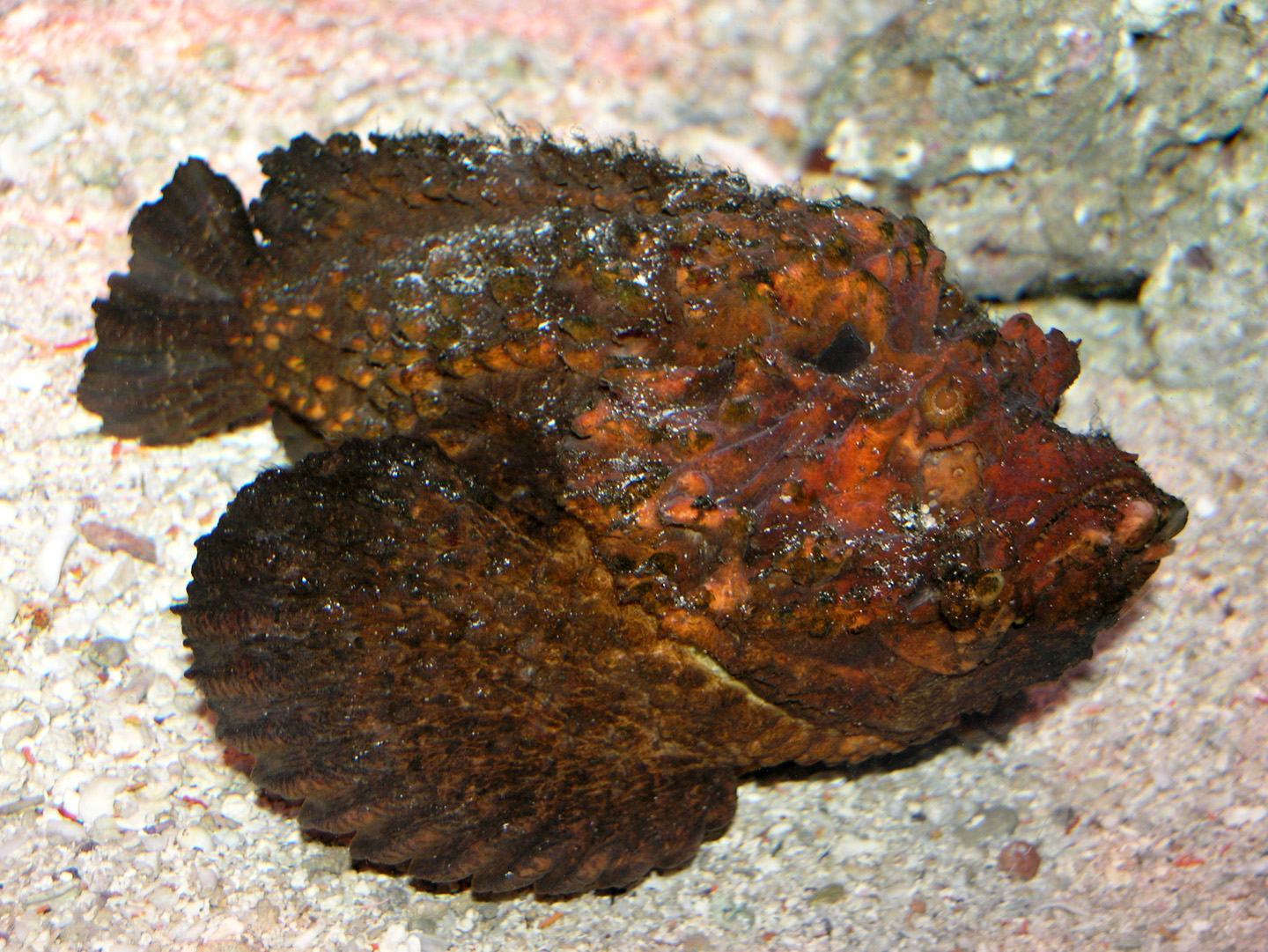
腫瘤毒鮋，其毒液具神經毒性

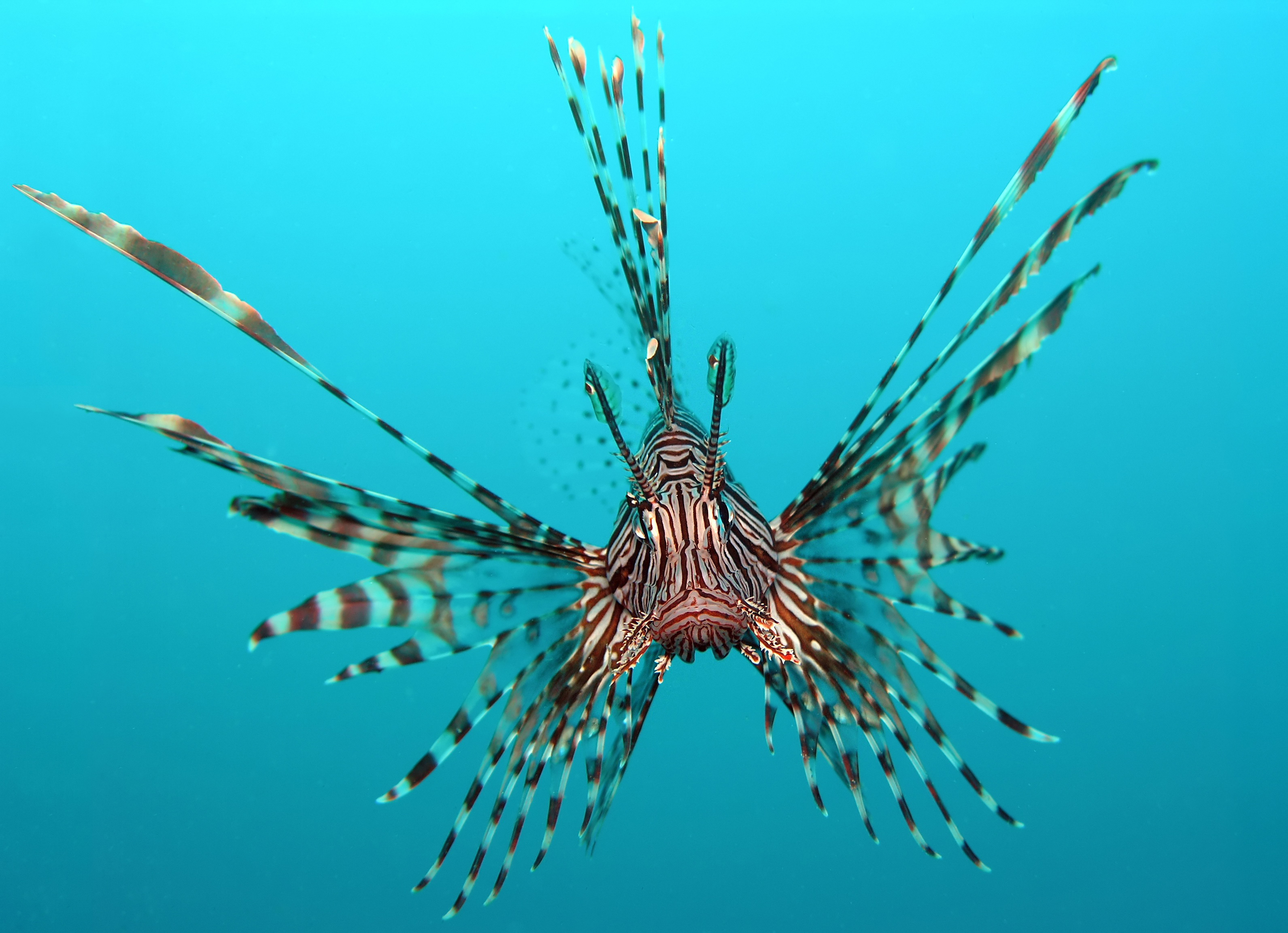
正面觀看有毒的獅子魚(Pterois)

許多珊瑚魚都有毒。有毒魚類是指體內含有強烈毒素的魚類。

## 外部連結
- （英文）史密森尼海洋門戶珊瑚礁中的特色生物
- （英文） 珊瑚礁魚類：適應性、多樣性與經濟價值
- （英文）ARC: Centre of Excellence  珊瑚礁研究 （页面存档备份，存于）
- （英文） 中的“Coral Reefs”
- （英文） WhyReef （页面存档备份，存于）,兒童線上虛擬珊瑚礁
- （英文） 觀賞鹹水魚列表 （页面存档备份，存于）